# Monotagma spicatum
Monotagma spicatum là một loài thực vật có hoa trong họ Marantaceae. Loài này được (Aubl.) J.F.Macbr. mô tả khoa học đầu tiên năm 1931.